# Hemipogon williamsii
Hemipogon williamsii är en oleanderväxtart som beskrevs av Henry Hurd Rusby. Hemipogon williamsii ingår i släktet Hemipogon och familjen oleanderväxter. Inga underarter finns listade i Catalogue of Life.